# Tardezinha
Tardezinha é um álbum ao vivo do cantor Thiaguinho lançado nos formatos CD e Download digital em 13 de janeiro de 2017 pela Som Livre. A gravação deste álbum foi em shows feitos em diversas cidades do Brasil.
São 18 músicas distribuídas em 10 faixas, pois o álbum contém 7 pot-pourris, Thiaguinho neste álbum faz releitura de canções de pagode da década de 90, dentre essas canções ele inclui duas canções que não foram originalmente pagode, essas canções são: Flor de Lis e Papel Machê.

## Faixas do CD
| N.º            | Título                                                         | Compositor(es)                                                                                         | Duração |  |
| 1.             | "Pot-Pourri: Maravilha te Amar / Me Faz Feliz"                 | Aldino / Thiaguinho - Carica - Rick Batera                                                             | 2:49    |  |
| 2.             | "Pot-Pourri: Deixa Acontecer / Brilho de Cristal / Toda Noite" | Alex Freitas - Carlos Caetano / Delcio Luiz - Netinho / Luciano Becker - Marco Nunes - Maicon Simpatia | 5:41    |  |
| 3.             | "Pot-Pourri: Domingo / Beijo Doce"                             | Alexandre Pires - Fernando Pires / Luiz Claudio Picolé - Prateado - Carica                             | 3:45    |  |
| 4.             | "Pot-Pourri: Que Situação / Pela Vida Inteira"                 | Henrique AS - Anderson / Charlles André - Riquinho                                                     | 3:24    |  |
| 5.             | "Flor de Lis"                                                  | Djavan[carece de fontes?]                                                                              | 3:21    |  |
| 6.             | "Pot-Pourri: Tempo de Aprender / Tô te Filmando"               | Chiquinho dos Santos / Arnaldo Saccomani - Thaís Nascimento                                            | 3:53    |  |
| 7.             | "Pot-Pourri: Absoluta / É Tarde Demais"                        | Altay Veloso / Luiz Carlos - Elias Muniz                                                               | 3:58    |  |
| 8.             | "Pot-Pourri: Não Pedi Pra me Apaixonar / Primeiro Beijo"       | Charlles André - Riquinho / Leandro Lehart                                                             | 4:00    |  |
| 9.             | "Bombocado"                                                    | Leandro Lehart                                                                                         | 3:02    |  |
| 10.            | "Papel Machê"                                                  | João Bosco                                                                                             | 3:47    |  |
| Duração total: | Duração total:                                                 | Duração total:                                                                                         | 37:40   |  |

## Ligação externa
- Discografia em Thiaguinho .Net